# 烏山町
烏山町（からすやままち）は、栃木県東部にあった町である。宇都宮市への通勤率は9.5%（平成12年国勢調査）。2005年10月1日、南那須町と合併し、那須烏山市となった。

## 地理
塩那丘陵の南端に位置し、八溝山地丘陵地を東にのぞみ、町の中央を那珂川が流れる。

### 隣接していた自治体
- 栃木県
  - 那須郡
    - 南那須町
    - 小川町
    - 馬頭町

  - 芳賀郡
    - 市貝町
    - 茂木町
- 茨城県
  - 常陸大宮市

## 歴史

### 年表
- 1889年（明治22年）4月1日 - 町村制施行に伴い、那須郡烏山町・向田村（むかだむら）・境村（さかいむら）・七合村（ななごうむら）が発足。
- 1923年（大正12年）4月15日 - 烏山線が開業。
- 1954年（昭和29年）3月31日 - 烏山町・向田村・境村・七合村が合併し、那須郡烏山町が発足。
- 1955年（昭和30年）4月1日 - 烏山町の一部（谷田）が小川町へ編入する。
- 1960年（昭和35年）4月1日 - 烏山町の一部（白久の一部）が小川町へ編入する。
- 1975年（昭和50年）4月1日 - 国道294号の栃木県益子町 - 福島県会津若松市間が制定。
- 2005年（平成17年）10月1日 - 南那須町と烏山町が合併し、那須烏山市が発足。

### 行政区域変遷
- 変遷の年表

| 烏山町町域の変遷（年表） | 烏山町町域の変遷（年表） | 烏山町町域の変遷（年表） |
| 年                       | 月日                     | 旧烏山町町域に関連する行政区域変遷 |
| ------------------------ | ------------------------ | --- |
| 1889年（明治22年）       | 4月1日                   | 町村制施行により、以下の町村が発足。 - 烏山町 ← 烏山城下単独で町制施行 - 向田村 ← 神長村・南滝村・南野上村・南向田村・落合村 - 境村 ← 下境村・上境村・大木須村・小木須村・横枕村・大沢村・宮原村・小原沢村 - 七合村 ← 大桶村・興野村・滝田村・谷浅見村・中山村・白久村・谷田村 |
| 1949年（昭和24年）       |                          | 七合村の一部（滝田の一部）は烏山町に編入。 |
| 1954年（昭和29年）       | 3月31日                  | 烏山町・向田村・境村・七合村が合併し烏山町が発足。 |
| 1955年（昭和30年）       | 4月1日                   | 烏山町の一部（谷田）は小川町へ編入する。 |
| 1960年（昭和35年）       | 4月1日                   | 烏山町の一部（白久の一部）は小川町へ編入する。 |
| 2005年（平成17年）       | 10月1日                  | 烏山町は南那須町と合併し那須烏山市が発足。烏山町は消滅。 |

- 変遷表

| 烏山町町域の変遷表 | 烏山町町域の変遷表          | 烏山町町域の変遷表       | 烏山町町域の変遷表 | 烏山町町域の変遷表    | 烏山町町域の変遷表          | 烏山町町域の変遷表        | 烏山町町域の変遷表 |
| 1868年 以前        | 1868年 以前                 | 明治元年 - 明治22年      | 明治22年 4月1日    | 明治22年 - 昭和64年   | 明治22年 - 昭和64年         | 平成元年 - 現在           | 現在               |
| ------------------ | --------------------------- | ------------------------ | ------------------ | --------------------- | --------------------------- | ------------------------- | ------------------ |
|                    | 烏山城下                    | 明治8年 烏山町           | 烏山町             | 烏山町                | 昭和29年8月1日 烏山町       | 平成17年8月1日 那須烏山市 | 那須烏山市         |
|                    | 神長村                      | 神長村                   | 向田村             | 向田村                | 昭和29年8月1日 烏山町       | 平成17年8月1日 那須烏山市 | 那須烏山市         |
|                    | 滝村                        | 明治12年 南滝村          | 向田村             | 向田村                | 昭和29年8月1日 烏山町       | 平成17年8月1日 那須烏山市 | 那須烏山市         |
|                    | 野上村                      | 明治12年 南野上村        | 向田村             | 向田村                | 昭和29年8月1日 烏山町       | 平成17年8月1日 那須烏山市 | 那須烏山市         |
|                    | 向田村                      | 明治12年 南向田村        | 向田村             | 向田村                | 昭和29年8月1日 烏山町       | 平成17年8月1日 那須烏山市 | 那須烏山市         |
|                    | 落合村                      |                          | 向田村             | 向田村                | 昭和29年8月1日 烏山町       | 平成17年8月1日 那須烏山市 | 那須烏山市         |
|                    | 下境村                      | 下境村                   | 境村               | 境村                  | 昭和29年8月1日 烏山町       | 平成17年8月1日 那須烏山市 | 那須烏山市         |
|                    | 上境村                      |                          | 境村               | 境村                  | 昭和29年8月1日 烏山町       | 平成17年8月1日 那須烏山市 | 那須烏山市         |
|                    | 大木須村                    |                          | 境村               | 境村                  | 昭和29年8月1日 烏山町       | 平成17年8月1日 那須烏山市 | 那須烏山市         |
|                    | 小木須村                    |                          | 境村               | 境村                  | 昭和29年8月1日 烏山町       | 平成17年8月1日 那須烏山市 | 那須烏山市         |
|                    | 横枕村                      |                          | 境村               | 境村                  | 昭和29年8月1日 烏山町       | 平成17年8月1日 那須烏山市 | 那須烏山市         |
|                    | 大沢村                      |                          | 境村               | 境村                  | 昭和29年8月1日 烏山町       | 平成17年8月1日 那須烏山市 | 那須烏山市         |
|                    | 宮原村                      |                          | 境村               | 境村                  | 昭和29年8月1日 烏山町       | 平成17年8月1日 那須烏山市 | 那須烏山市         |
|                    | 小原沢村                    |                          | 境村               | 境村                  | 昭和29年8月1日 烏山町       | 平成17年8月1日 那須烏山市 | 那須烏山市         |
|                    | 滝田村                      | 滝田村                   | 七合村             | 昭和24年 烏山町に編入 | 昭和29年8月1日 烏山町       | 平成17年8月1日 那須烏山市 | 那須烏山市         |
|                    | 滝田村                      | 滝田村                   | 七合村             | 七合村                | 昭和29年8月1日 烏山町       | 平成17年8月1日 那須烏山市 | 那須烏山市         |
|                    | 大桶村                      |                          | 七合村             |                       | 昭和29年8月1日 烏山町       | 平成17年8月1日 那須烏山市 | 那須烏山市         |
|                    | 興野村                      |                          | 七合村             |                       | 昭和29年8月1日 烏山町       | 平成17年8月1日 那須烏山市 | 那須烏山市         |
|                    | 谷浅見村                    |                          | 七合村             |                       | 昭和29年8月1日 烏山町       | 平成17年8月1日 那須烏山市 | 那須烏山市         |
|                    | 中山村                      | 明治7年 中山村           | 七合村             |                       | 昭和29年8月1日 烏山町       | 平成17年8月1日 那須烏山市 | 那須烏山市         |
|                    | 八ケ平村                    | 明治7年 中山村           | 七合村             |                       | 昭和29年8月1日 烏山町       | 平成17年8月1日 那須烏山市 | 那須烏山市         |
|                    | 白久村                      |                          | 七合村             |                       | 昭和29年8月1日 烏山町       | 平成17年8月1日 那須烏山市 | 那須烏山市         |
|                    | 昭和35年4月1日 小川町に編入 | 平成17年10月1日 那珂川町 | 七合村             | 那珂川町              |                             |                           |                    |
|                    | 谷田村                      | 谷田村                   | 七合村             | 那珂川町              | 昭和30年4月1日 小川町に編入 |                           |                    |

## 行政
- （旧）烏山町長

| 代 | 氏名       | 就任                      | 退任                      | 備考 |
| -- | ---------- | ------------------------- | ------------------------- | ---- |
| 1  | 中村協     | 1889年（明治22年）5月24日 | 1893年（明治26年）5月23日 |      |
| 2  | 石川庚     | 1893年（明治26年）5月24日 | 1895年（明治28年）4月18日 |      |
| 3  | 大久保登   | 1895年（明治28年）4月30日 | 1899年（明治32年）4月29日 |      |
| 4  | 大久保登   | 1899年（明治32年）4月30日 | 1903年（明治36年）4月29日 |      |
| 5  | 大久保登   | 1903年（明治36年）4月30日 | 1905年（明治38年）5月8日  |      |
| 6  | 川俣英夫   | 1905年（明治38年）9月8日  | 1906年（明治39年）6月30日 |      |
| 7  | 若林哲衛   | 1906年（明治39年）7月23日 | 1910年（明治43年）7月22日 |      |
| 8  | 若林哲衛   | 1910年（明治43年）7月23日 | 1914年（大正3年）7月22日  |      |
| 9  | 川俣英夫   | 1914年（大正3年）7月24日  | 1918年（大正7年）7月23日  |      |
| 10 | 川俣英夫   | 1918年（大正7年）7月24日  | 1922年（大正11年）7月23日 |      |
| 11 | 川俣英夫   | 1922年（大正11年）7月24日 | 1924年（大正13年）1月23日 |      |
| 12 | 新井万吉   | 1924年（大正13年）3月1日  | 1928年（昭和3年）2月28日  |      |
| 13 | 新井万吉   | 1928年（昭和3年）3月1日   | 1931年（昭和6年）1月30日  |      |
| 14 | 勝木辰吉   | 1931年（昭和6年）2月9日   | 1935年（昭和10年）2月8日  |      |
| 15 | 新井万吉   | 1935年（昭和10年）2月9日  | 1939年（昭和14年）2月8日  |      |
| 16 | 新井万吉   | 1939年（昭和14年）2月9日  | 1941年（昭和16年）3月31日 |      |
| 17 | 杉田邦次   | 1941年（昭和16年）4月18日 | 1945年（昭和20年）4月17日 |      |
| 18 | 杉田邦次   | 1945年（昭和20年）4月18日 | 1946年（昭和21年）3月13日 |      |
| 19 | 石川半次郎 | 1946年（昭和21年）8月5日  | 1947年（昭和22年）2月25日 |      |
| 20 | 澤村幹     | 1947年（昭和22年）4月5日  | 1951年（昭和26年）4月4日  |      |
| 21 | 澤村幹     | 1951年（昭和26年）4月23日 | 1952年（昭和27年）5月31日 |      |
| 22 | 龍福磯治   | 1952年（昭和27年）6月24日 | 1954年（昭和29年）3月30日 |      |

- （新）烏山町長

| 代 | 氏名       | 就任                      | 退任                      | 備考                             |
| -- | ---------- | ------------------------- | ------------------------- | -------------------------------- |
| 1  | 大橋清之丞 | 1954年（昭和29年）4月26日 | 1958年（昭和33年）4月25日 | 元境村長                         |
| 2  | 阿久津文夫 | 1958年（昭和33年）4月26日 | 1962年（昭和37年）4月25日 |                                  |
| 3  | 新井祐四郎 | 1962年（昭和27年）4月26日 | 1966年（昭和41年）4月25日 |                                  |
| 4  | 澤村一郎   | 1966年（昭和41年）4月26日 | 1982年（昭和57年）4月25日 |                                  |
| 5  | 新井章一   | 1982年（昭和57年）4月26日 | 1990年（平成2年）4月25日  |                                  |
| 6  | 岩崎義一   | 1990年（平成2年）4月26日  | 2002年（平成14年）4月25日 |                                  |
| 7  | 福田弘平   | 2002年（平成14年）4月26日 | 2005年（平成17年）9月30日 | 那須烏山市の市長職務執行者に就任 |

出典:『栃木県町村合併誌 第一巻』, p. 329-330,366、『栃木県町村会七十年史』, p. 514-515、『栃木県歴史人物事典』, p. 688

## 地域
- 図書館：烏山町立図書館

## 交通

### 鉄道
- 東日本旅客鉄道
  - ■烏山線
    - 滝駅 - 烏山駅

### バス
- 那珂川町コミュニティバス
  - 烏山駅 - 上大桶 - 小川 - 馬頭

### 道路
- 一般国道
  - 国道294号
- 主要地方道
  - 栃木県道10号宇都宮烏山線
  - 栃木県道12号烏山御前山線
  - 栃木県道25号烏山矢板線
  - 栃木県道27号那須黒羽茂木線
  - 栃木県道29号常陸太田烏山線
  - 栃木県道61号真岡烏山線
  - 栃木県道64号宇都宮向田線
- 一般県道
  - 栃木県道102号烏山停車場線
  - 栃木県道171号山内上境線
  - 栃木県道274号牧野大沢線

## 名所・旧跡・観光スポット・祭事・催事・施設
- 山あげ祭り
- 龍門の滝
- 落石
- 花立峠
- 那珂川
- 蛇姫伝説

## 著名な出身者
- 真瀬宏子（野木町長、洋画家）
- 福田弘平（烏山町長、和紙職人）
- 早野巴人（俳人）
- 石川賢 (漫画家)
- 池田聡（歌手）
- 志村烏嶺（登山家）
- 矢野政男（衆議院議員）
- 矢野登（参議院議員）